# TMK 2100
TMK 2100 – typ trójczłonowego tramwaju wysokopodłogowego, produkowanego w latach 1994–2002 przez zagrzebską firmę Končar. Ogółem wyprodukowano 16 sztuk, wszystkie są eksploatowane w Zagrzebiu. Następcą tego tramwaju jest TMK 2200.

## Konstrukcja
TMK 2100 to trójczłonowy, jednokierunkowy, częściowo niskopodłogowy, silnikowy wagon tramwajowy. Nadwozie oparte jest na czterech dwuosiowych wózkach, przy czym dwa skrajne są napędowe, a dwa środkowe toczne. Pod każdym ze skrajnych członów znajduje się jeden wózek, pod środkowym członem natomiast dwa wózki. Podłoga tramwaju położona jest na wysokości 900 mm nad główką szyny. Po prawej stronie nadwozia umiejscowiono pięcioro dwupłatowych drzwi odskokowych: po dwoje w członach skrajnych i pojedyncze w członie środkowym. W przedziale pasażerskim umieszczono tapicerowane siedzenia w układzie 1+1. Prąd odbierany jest z sieci trakcyjnej poprzez pantograf połówkowy z przodu pierwszego członu.

## Dostawy
| Państwo        | Miasto         | Lata dostaw    | Liczba | Numery taborowe |       |
| -------------- | -------------- | -------------- | ------ | --------------- | ----- |
| Chorwacja      | Zagrzeb        | 1994–2002      | 16     | 2101–2116       | [ 2 ] |
| Łączna liczba: | Łączna liczba: | Łączna liczba: | 16     |                 |       |